# Abendgesellschaft (Modiano)

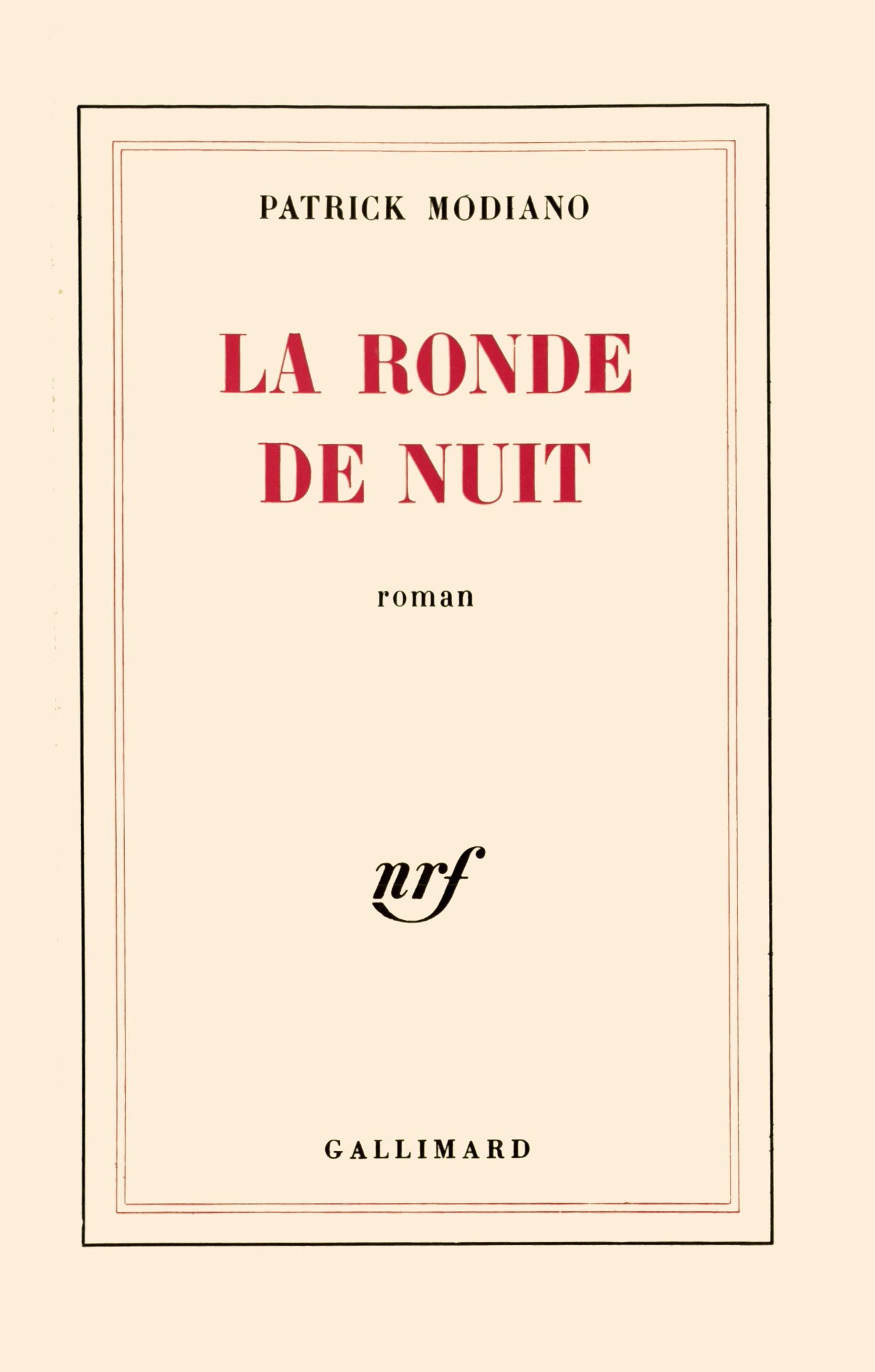
Buchcover im Original

Abendgesellschaft (französischer Originaltitel: La Ronde de nuit) ist ein Roman des französischen Schriftstellers Patrick Modiano. Er erschien im Jahr 1969 in der Programmreihe Collection Blanche der Éditions Gallimard. Die deutsche Übersetzung von Walter Schürenberg erschien 1981, zunächst unter dem Titel Die Lemuren, als erster Teil der sogenannten Pariser Trilogie im Ullstein Verlag. In späteren Wiederveröffentlichungen des Romans im Suhrkamp Verlag, weiterhin jeweils als erster Teil der Pariser Trilogie und in der Übersetzung Schürenbergs, erhielt er den Titel Abendgesellschaft.

## Inhalt
Paris, während der deutschen Okkupation. – Der Erzähler behauptet von sich, er sei „der Sohn von Alexandre Stavisky“. Im Sommer 1940 befindet er sich in der „zwielichtigen Gesellschaft“ von „Einbrechern, Zuhältern, Vorbestraften ... Spekulanten, Morphinisten, Scharlatanen“.
Seinen Anfang hatte alles ein paar Jahre zuvor genommen, auf der Terrasse eines Pariser Cafés. Zwei Männer, die „ein privates Detektivbüro“ betrieben, hatten ihn, den damals 18-Jährigen, angesprochen, ob er nicht in ihre Dienste treten wolle – Dienste, die, wie sich bald herausstellen sollte, „etwas außerhalb der sittlichen Norm lagen“. Diese beiden Männer waren „Henri Normand, auch ‚der Khedive‘ genannt, ein ehemaliger Sträfling“, und „Pierre Philibert, ein entlassener Oberinspektor“.
Inzwischen sind „der Khedive“ und „Monsieur Philibert“ die Chefs eines Unternehmens, das offiziell den Namen Société Intercommerciale de Paris–Berlin–Monte Carlo trägt, dem der Name „die Bande des Square Cimarosa“ aber eher gerecht wird. Sitz dieser obskuren Gesellschaft ist das Haus mit der Adresse Square Cimarosa Nr. 3, das von seinen flüchtenden Besitzern verlassen und von der „Dienststelle Square Cimarosa“ in Besitz genommen wurde. Alle Mitglieder dieser Dienststelle verfügen über Waffenscheine und haben ganz offenbar bei allem, was sie tun, Deckung von obersten Stellen der Polizei und Justiz. Während im Keller des Hauses Folterungen geschehen, amüsieren sich im Salon Frau Sultana und Graf Baruzzi, Baronin Lydia Stahl, Jean-Farouk de Méthode und andere dubiose Figuren beim Tanz und bei frivolen Spielen. Unter ihnen, eher als stiller Beobachter, der Erzähler, der dort den Decknamen Swing Troubadour trägt.
Der Erzähler erhält den Auftrag, in eine Widerstandsgruppe einzudringen und Informationen über deren Mitglieder, insbesondere über den Kopf der Gruppe, Leutnant Dominique, zu sammeln. Bald schon sieht man ihn dort als einen der ihren an, und auch dort erhält er einen Decknamen: Prinzessin von Lamballe. Eine Weile spielt er die Rolle eines Doppelagenten, aber dann liefert er den Leutnant Dominique und dessen Leute der „Bande des Square Cimarosa“ aus. – Welche Konsequenz wird es haben, dass der Erzähler in einem „plötzlichen Schwindel“ erklärt, „das Haupt der Verschwörergruppe sei (gar) nicht der Leutnant“, sondern „ein gewisser LAMBALLE“?
All dies wird nicht als eine stringent sequentielle Handlung erzählt, sondern im ersten Teil des Romans als Impressionen aus jenem Haus am Square Cimarosa, im zweiten Teil als eine lange Selbstbefragung des Erzählers: „Wie wird man zum Verräter?“
Schließlich gibt es noch Coco Lacour und Esmeralda. Sind es Figuren, die durch den Schutz des Erzählers überleben können, oder sind es Figuren, die überhaupt nur in seinem Wunschtraum existieren?

## Hintergrund

### Okkupationstrilogie
Die Zusammenfassung der drei Romane Abendgesellschaft (La ronde de nuit, 1969), Außenbezirke (Les boulevards de ceinture, 1972) und Familienstammbuch (Livret de famille, 1977) unter der Bezeichnung Pariser Trilogie existiert nur für die deutschen Buchausgaben. Auf französischer Seite (und teilweise auch bei anderen fremdsprachigen Ausgaben) ist eher von Modianos „Okkupationstrilogie“ („Trilogie de l’occupation“) die Rede, als die seine ersten drei Romane La place de l’étoile (1968), La ronde de nuit und Les boulevards de ceinture bezeichnet werden.

### Fiktion und historische Realität
Genaue Datums- oder auch nur Jahresangaben gibt es in dem Roman nicht. Aber wenn es heißt „im Juli hatten die Menschen Paris verlassen ... der Exodus begann“, dann wird man schließen können, dass es im Sommer 1940 war, als „die Bande des Square Cimarosa“ das verlassene Haus besetzte, das rechtmäßig der Familie „Bel-Respiro“ gehörte.
Sowohl der Ort als auch die beiden zentralen Figuren der „Bande des Square Cimarosa“ sind einem realen Pariser Ort und realen Personen nachgebildet.
Die Rue Cimarosa ist eine Querstraße zur Rue Lauriston, und in eben jener Straße, im Haus mit der Nummer 93, hatte die „Gestapo française“ ihr Hauptquartier; nach Kriegsende wurde synonym auch der Name „Bande de la Rue Lauriston“ gebraucht.
Vorbild der Figur des Henri Normand, genannt „der Khedive“, ist Henri Lafont (Chamberlin); die Figur des „Monsieur Philibert“ trägt die Züge von Pierre Bonny. Beide, Lafont und Bonny, waren kriminelle Kollaborateure, denen nach der Libération der Prozess gemacht wurde und die Ende Dezember 1944 im Fort de Montrouge hingerichtet wurden.

## Rezeption
Modianos „Okkupationstrilogie“ fand später sowohl in der Geschichts- als auch in der Literaturwissenschaft ein großes Echo. Dabei galt das Interesse oft vor allem seiner Darstellung der Kollaboration und der abgründigen Verkommenheit einzelner Kollaborateure. Modiano halte „der französischen Gesellschaft, die sich mit dem milden Bild der Epoche, wie es seit der Befreiung von offizieller Seite verbreitet wurde, arrangiert hatte, einen Spiegel vor“. Er setze „unbeirrt die Schrift gegen das Schweigen, gegen das Verdrängen einer problematischen historischen Vergangenheit durch die französische Öffentlichkeit“.
So sehr dies auch stimmt, es trifft nicht unbedingt das Wesentliche, das Modiano selbst mit der Ansiedlung seiner ersten Romane in der Okkupationszeit anstrebte. Dessen Motivation wird in einer zeitgenössischen Rezension von La ronde de nuit im Figaro littéraire so erklärt: Das Paris des Krieges liefere nur den Rahmen und das äußere Material für sein eigentliches Vorhaben; es gehe ihm nicht um die politische und historische Bedeutung der Vorgänge im Paris des Krieges, sondern um eine Art Fortschreibung der Geheimnisse von Paris, der Mystères de Paris Eugène Sues.

## Ausgaben
- Patrick Modiano: La ronde de nuit. Éditions Gallimard, Paris 1969, ISBN 978-2-07-027214-3.
- Patrick Modiano: La ronde de nuit. Diesterweg, Frankfurt am Main 1984, ISBN 3-425-04915-1. In der Reihe Diesterwegs Neusprachliche Bibliothek. Französisch; mit einem Vorwort und Anmerkungen versehen von Brigitta Coenen-Mennemeiner und Franz-Rudolf Weller.
- Patrick Modiano: Die Lemuren; in: Pariser Trilogie, S. 5–98, Ullstein, Frankfurt am Main 1981, ISBN 3-550-06350-4.
- Patrick Modiano: Abendgesellschaft; in: Pariser Trilogie, S. 5–98. Suhrkamp Taschenbuch Verlag, Berlin 2014, ISBN 978-3-518-46618-6.